# Trematocara nigrifrons
Trematocara nigrifrons är en fiskart som beskrevs av Boulenger, 1906. Trematocara nigrifrons ingår i släktet Trematocara och familjen Cichlidae. IUCN kategoriserar arten globalt som livskraftig. Inga underarter finns listade i Catalogue of Life.